# Huyền thoại biển xanh
Huyền thoại biển xanh (tiếng Hàn: 푸른 바다의 전설; Romaja: Pureun Badaui Jeonseol; dịch nghĩa đen: "Truyền thuyết nơi đại dương xanh", Tiếng Anh: Legend of the Blue Sea) là một bộ phim truyền hình Hàn Quốc được công chiếu năm 2016 với sự góp mặt của Jun Ji-hyun và Lee Min-ho. Phim bắt đầu lên sóng trên kênh SBS mỗi thứ Tư và thứ Năm hàng tuần lúc 22:00 (KST) từ ngày 16 tháng 11 năm 2016 đến 25 tháng 1 năm 2017.

## Tóm tắt nội dung
Được truyền cảm hứng từ tập truyện cổ tích về người cá đầu tiên của Triều Tiên của một học giả Thời Joseon tên Yoo Mong In, về một người ngư dân bắt được một nàng tiên cá rồi thả cô lại về với biển, bộ phim là câu chuyện tình yêu giữa con trai của một gia đình quý tộc tên Kim Dam Ryung (Lee Min-ho thủ vai) và một mỹ nhân ngư tên Sae Hwa (Jun Ji-hyun thủ vai).
Thời xa xưa, nàng tiên cá Sae Hwa (Jun Ji Hyun) mắc cạn và bị ngư dân bắt giữ. Nàng bị trói lại trong một hồ sen với mục đích lấy dầu cá hạng. Dam Ryung (Lee Min Ho) là huyện lệnh mới tới nhậm chức. Chàng là vị quan trẻ tài ba, tuấn tú. Hai người gặp nhau trong tình cảnh éo le bên hồ nước. Cảm thấy khó chịu khi mỹ nhân ngư bị bắt trói và đối xử tàn tệ bởi ngư dân, vị huyện lệnh trẻ đã giúp nàng về biển khơi. Dam Ryung còn trao cho Sae Hwa chiếc vòng tín ước. Truyền thuyết kể rằng, nếu chạm vào người nhân ngư, linh hồn sẽ hoảng loạn và ký ức bị xóa bỏ. Thế nhưng khi Sae Hwa đưa tay ra, Dam Ryung đã với lấy nắm tay nàng, bắt đầu cho mối nhân duyên kéo dài nhiều kiếp.
Ở thời hiện đại, kiếp sau của Dam Ryung là Heo Joon Jae, một tay lừa đảo chuyên nghiệp. Anh chàng có biệt tài thôi miên bằng lửa cùng đầu óc siêu thông minh. Joon Jae cùng 2 người bạn lập thành nhóm lừa đảo, từng thực hiện thành công nhiều phi vụ ngoạn mục. Về phần Shim Chung, sau khi lên bờ phần đuôi liền biến thành đôi chân. Cô nàng đột nhập vào căn nhà bên bờ biển, chính là phòng khách sạn của Joon Jae. Shim Chung "ăn tàn phá hại" phòng của Joon Jae rồi chui vào tủ quần áo "cố thủ". Khi anh chàng đẹp trai phát hiện ra, định nói chuyện phải trái thì nàng tiên cá "tung cước" đá Joon Jae bay cả mét. Nhìn thấy biển, Shim Chung theo bản năng lao ra và va phải cửa kính ngất xỉu. Joon Jae không ngần ngại gọi cảnh sát đến "tóm gọn" kẻ đột nhập kỳ cục. Nhưng "nghĩ cũng thấy thương thương", Joon Jae lại đến sở cảnh sát đón Shim Chung về. Anh chàng trổ tài thôi miên lừa cảnh sát 2 người là vợ chồng. Thậm chí còn vẽ ra khung cảnh đám cưới hạnh phúc.
Sau khi "ra tù", Shim Chung được Joon Jae mang đi mua quần áo. Anh chàng còn tự mình thử giày cho nàng tiên cá. Sự ngây ngô của nàng tiên cá với thế giới loài người khiến Joon Jae không ít lần xấu hổ chỉ muốn chui xuống đất. Nhưng cũng nhờ vậy mà nam chính có cơ hội thể hiện sự ga lăng, dịu dàng khi chăm sóc và chỉ bảo cho người đẹp.
Không ngoài dự đoán, tất cả những hành động "soái ca" của tay lừa đảo đều có mục đích. Thứ mà Joon Jae nhắm đến chính là chiếc vòng tín ước quý báu – món đồ kiếp trước anh đã trao cho Shim Chung. Sau khi có trong tay chiếc vòng, Joon Jae nhanh chóng bỏ đi. Để lại Shim Chung một mình ngồi ngơ ngác trong trung tâm thương mại. Hết giờ làm việc, Shim Chung bị đuổi ra ngoài dù trời đang mưa. Không biết đi đâu về đâu, nàng tiên cá ngồi bệt trước hiên tòa nhà. Đúng lúc ấy Joon Jae quay trở lại, che ô và đưa tay cho nàng tiên cá nắm lấy. Một lần nữa cái nắm tay nhân duyên lại kéo 2 người ở 2 thế giới về bên nhau.

## Diễn viên

### Diễn viên chính
- Jun Ji-hyun vai Shim Chung/Sae Hwa
  - Shin Eun-soo vai Shim Chung thời niên thiếu[5]
  - Kal So-won vai Shim Chung hồi nhỏ

Một người cá đến Seoul từ thời Joseon, và phải chật vật thích nghi với đời sống của con người.
- Lee Min-ho vai Heo Joon-jae/Kim Dam-ryung[6]
  - Park Jin-young vai Joonjae / Damryung thời niên thiếu
  - Jeon Jin-seo vai Joonjae / Damryung hồi nhỏ

Con trai của một vị quan xét xử thời Joseon, một tên chuyên lừa đảo máu lạnh có thể biến thành người khác để thực hiện những mưu đồ của mình.
- Lee Hee-joon vai Jo Nam-doo[7]

Là bạn và cũng là đàn anh của Joonjae, với tài hùng biện và kĩ năng của mình, anh dẫn dắt Joonjae trở thành một thiên tài lừa đảo.
- Shin Hye-sun vai Cha Shi-ah[8]

Hậu bối của Joonjae ở đại học, là một nghiên cứu viên tại KAIST. Vô cùng thông minh và logic, cô có ảnh hưởng rất lớn tới những người và động vật vô quyền và yếu kém.

### Diễn viên phụ
- Moon So-ri vai Ahn Jin-joo, ủy ban trưởng của Daechi-dong.[9]
- Lee Ji Hoon vai Heo Chi-hyun, anh trai kế của Joonjae.[10]
- Shin Won-ho (Cross Gene) vai Tae-oh, một hacker và là bạn của Joon Jae và Namdoo.[11]
- Choi Jung-woo vai Heo Gil-joong, bố của Joonjae; một nhân viên nhà đất.
- Hwang Shin-hye vai Kang Seo-hee, mẹ của Chihyun.
- Sung Dong-il vai một kẻ muốn bắt và bán người cá để lấy tiền
- Park Hae-soo vai Hong Dong-pyo, một cảnh sát đô thị.
- Na Young-hee vai Mo Yoo-ran, mẹ của Joon Jae.
- Lee Jae-won vai Jo Nam-doo.

### Khách mời đặc biệt
- Kim Sung-ryung (Tập 3)
- Shim Yi-young
- Krystal Jung
- Cha Tae-hyun[12]
- Hong Jin-kyung [13]
- Jo Jung Suk

## Sản xuất
Bộ phim bắt đầu bấm máy ngày 19 tháng 8 năm 2016 tại Goesan, Chungcheong Bắc. Sau đó vào cuối tháng 8, đoàn làm phim bay tới Palau để quay những cảnh dưới nước và Tây Ban Nha vào tháng 9. Ngày 11 tháng 9, dàn diễn viên và phái đoàn bay tới Tây Ban Nha để quay những cảnh chủ chốt của phim. Một số cảnh được quay tại Girona và A Coruña, Tây Ban Nha.

## Xếp hạng
Trong bảng dưới đây, màu xanh thể hiện đánh giá thấp nhất và màu đỏ thể hiện đánh giá cao nhất.
| Tập #      | Ngày                 | Người xem trung bình | Người xem trung bình | Người xem trung bình | Người xem trung bình |
| Tập #      | Ngày                 | TNmS Ratings         | TNmS Ratings         | AGB Nielsen          | AGB Nielsen          |
| Tập #      | Ngày                 | Toàn quốc            | Vùng thủ đô Seoul    | Toàn quốc            | Vùng thủ đô Seoul    |
| ---------- | -------------------- | -------------------- | -------------------- | -------------------- | -------------------- |
| 1          | 16 tháng 11 năm 2016 | 15.4% (4th)          | 18.9% (3rd)          | 16.4% (4th)          | 18.0% (2nd)          |
| 2          | 17 tháng 11 năm 2016 | 16.2% (4th)          | 20.1% (3rd)          | 15.1% (4th)          | 16.4% (4th)          |
| 3          | 23 tháng 11 năm 2016 | 16.6% (4th)          | 19.6% (2nd)          | 15.7% (4th)          | 17.2% (4th)          |
| 4          | 24 tháng 11 năm 2016 | 17.9% (4th)          | 21.3% (3rd)          | 17.1% (4th)          | 18.4% (3rd)          |
| 5          | 30 tháng 11 năm 2016 | 16.4% (4th)          | 20.4% (2nd)          | 16.8% (3rd)          | 20.5% (1st)          |
| 6          | 1 tháng 12 năm 2016  | 18.1% (2nd)          | 20.2% (1st)          | 18.9% (2nd)          | 22.1% (1st)          |
| 7          | 7 tháng 12 năm 2016  | 15.8% (4th)          | 18.1% (2nd)          | 17.4% (2nd)          | 19.2% (1st)          |
| 8          | 8 tháng 12 năm 2016  | 17.4% (3rd)          | 19.7% (1st)          | 17.4% (2nd)          | 19.1% (2nd)          |
| 9          | 14 tháng 12 năm 2016 | 14.8% (5th)          | 16.4% (2nd)          | 16.6% (2nd)          | 18.8% (2nd)          |
| 10         | 15 tháng 12 năm 2016 | 16.8% (4th)          | 19.2% (2nd)          | 17.5% (2nd)          | 19.3% (2nd)          |
| 11         | 21 tháng 12 năm 2016 | 17.7% (3rd)          | 20.1% (2nd)          | 16.7% (3rd)          | 18.1% (2nd)          |
| 12         | 22 tháng 12 năm 2016 | 16.3% (4th)          | 18.0% (2nd)          | 17.3% (3rd)          | 18.7% (2nd)          |
| 13         | 28 tháng 12 năm 2016 | 15.8% (4th)          | 18.4% (2nd)          | 16.0% (4th)          | 17.2% (3rd)          |
| 14         | 29 tháng 12 năm 2016 | 15.1% (4th)          | 18.1% (3rd)          | 17.8% (3rd)          | 18.7% (2nd)          |
| 15         | 4 tháng 1 năm 2017   | 15.9% (3rd)          | 19.4% (2nd)          | 18.3% (3rd)          | 20.1% (2nd)          |
| 16         | 5 tháng 1 năm 2017   | 15.1% (4th)          | 19.0% (2nd)          | 18.9% (3rd)          | 20.7% (2nd)          |
| 17         | 11 tháng 1 năm 2017  | 18.9% (3rd)          | 22.2% (2nd)          | 20.8% (2nd)          | 23.0% (2nd)          |
| 18         | 12 tháng 1 năm 2017  | 16.5% (3rd)          | 18.4% (2nd)          | 18.3% (3rd)          | 19.9% (2nd)          |
| 19         | 18 tháng 1 năm 2017  | 18.7% (3rd)          | 20.4% (2nd)          | 21.0% (2nd)          | 22.2% (2nd)          |
| 20         | 19 tháng 1 năm 2017  | 16.2% (4th)          | 18.4% (2nd)          | 17.9% (3rd)          | 18.8% (2nd)          |
| Trung bình | Trung bình           | 16.7%                | 19.3%                | 17.6%                | 19.3%                |